# 141
141 је била проста година.

## Догађаји
- Конзули Тит Геније Север и Марко Педуције Стлога Присцин.
- Град Мира у Ликији уништен је земљотресом.

## Смрти
- Фаустина Старија - царица Римског царства (138-141), супруга Антонина Пија
- Феликс (епископ византијски) (136-141), светитељ
- Филон из Библоса - феничански историчар
- Евменије Александријски - патријарх Александријски (131-141)